# Андерсонс, Марис
Ма́рис А́ндерсонс (латыш. Māris Andersons; род. 19 сентября 1963) — советский и латвийский актёр.

## Биография
Марис Андерсонс родился 19 сентября 1963 года в небольшом городе Ауце на юго-западе Латвии, в семье рабочего и учительницы.
Окончил Ауцскую среднюю школу (1981) и факультет искусствоведения и культурологии Латвийской государственной консерватории им. Я. Витола.
Работал актёром Государственного театра юного зрителя Латвийской ССР (1985—1992), Нового Рижского театра (1992—1996), был приглашённым актёром на постановках Театра Дайлес, Валмиерского драматического театра, Молодёжного театра. Пробовал себя в профессиях гида и биржевого брокера.
Снялся в одной из главных ролей в фильме режиссёра Вариса Браслы «О любви говорить не будем» (1988).

## Творчество

### Роли в театре

#### Государственного театра юного зрителя Латвийской ССР
- 1985 — «Страх и отчаяние в Третьей империи» Бертольта Брехта — разные роли
- 1986 — «В своей тарелке» Паула Путниньша — Марек
- 1986 — «Заснеженные горы» Гунара Приеде — Внук
- 1988 — «Запах грибов» Гунара Приеде — Симанис
- 1988 — «Живая вода» Мары Залите — Ученик
- 1991 — «Белый лебедь» Августа Стриндберга — Принц
- 1991 — «Дни портных в Силмачах» Рудольфа Блауманиса — Иоська
- 1991 — «Гадкий утёнок» Адольфа Шапиро по сказке Ханса Кристиана Андерсена — Дикий Гусь
- 1991 — «Тряпичная кукла Реггеди Энн» Уильяма Гибсона — Энди

#### Новый Рижский театр
- 1993 — «Matīss — kausu bajārs» по драматической поэме Александра Чака — Хмурый господин
- 1994 — «Конец игры» Самюэла Беккета — Клов
- 1996 — «Ни одного своего слова» Петериса Петерсона — Оксманс
- 1997 — «Ливонские сны» Эдвина Шноре и Юриса Рийниекса — Инженер

### Фильмография
- 1987 — Стечение обстоятельств
- 1988 — О любви говорить не будем — Индулис
- 1991 — Депрессия — «Чурка»